# 範氏穗肩䲁

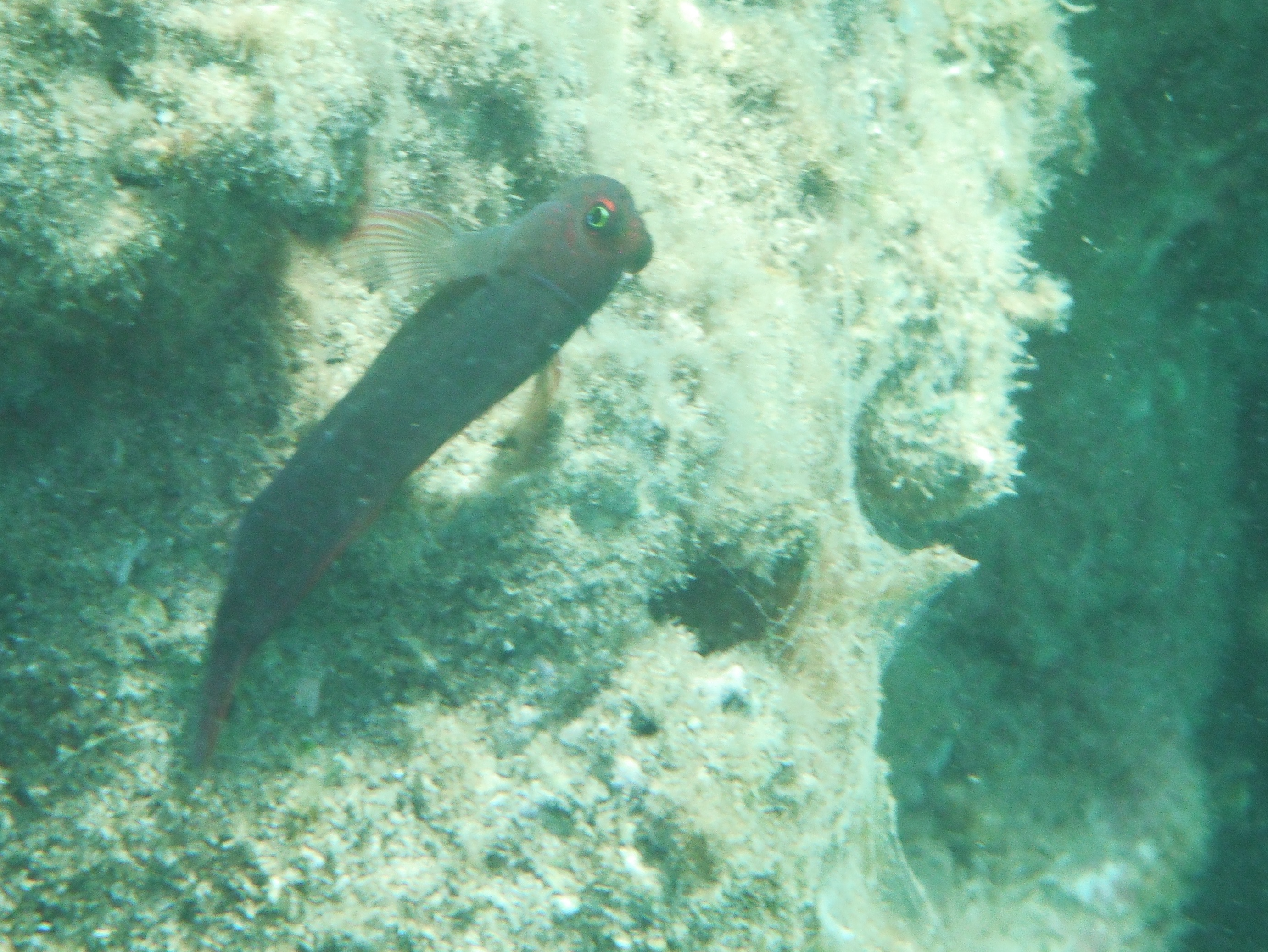

範氏穗肩䲁（學名：Cirripectes vanderbilti），又稱範氏項鬚䲁，為輻鰭魚綱鳚形目䲁科穗肩䲁屬的一種，分布於中太平洋東部夏威夷群島及強斯頓環礁海域，深度1至10公尺，本魚體呈長橢圓形且側扁，下唇內側光滑，外側有褶皺，上唇小圓齒42-54顆，鰓耙23-30，眶上9-22觸鬚，鼻7-23觸鬚，頸項31-42觸鬚，全身無鱗片，成年個體身體呈深棕色（但很少呈淺棕色至白色）。顏色模式變化多樣。它的頭上有深紅色到橙色的斜線，從鼻子向後延伸並環繞著眼睛。背鰭有黃褐色的鰭條；上部尾鰭條淡黃色；下部鰭條為深褐色，背鰭膜與尾鰭相連，最後一根棘上有一深凹口，第一根棘稍高於第二根，背鰭硬棘12枚、背鰭軟條13-15枚、臀鰭硬棘2枚、臀鰭軟條15-16枚，體長可達10公分，棲息在淺水的珊瑚礁及岩礁，以藻類及小型無脊椎動物為食，通常躲在洞穴，一旦遇危險時以倒游方式躲入小洞穴中，僅露出頭部注視敵人，具領域性，幼魚為浮游性，雌魚產附著性卵，雄魚有護卵行為，可做為觀賞魚。